# معاهدة خوتين

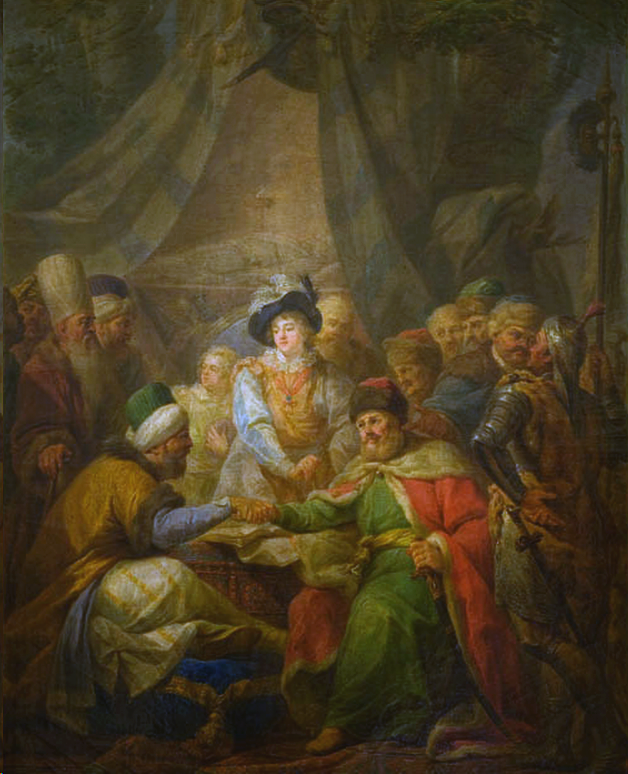
معاهدة خوتين
بريشة مارتيلو بتاريللي

معاهدة خوتين هي معاهدة وُقعت في أعقاب معركة خوتين (1621) أنهت الحرب العثمانية البولندية (1620–1621). لم تؤد معاهدة السلام هذه إلى أي تغيير في الحدود ولكن الكومنولث البولندي الليتواني وافقت على وقف التدخل في مولدافيا. أدعى كلا الجانبين النصر حيث رأى الكومنولث أن معركة خوتين نجحت في وقف الإمبراطورية العثمانية غزو أراضيها الرئيسية.
كانت المعاهدة مواتية إلى حد ما إلى للكومنولث، لكن السلطان العثماني حصل كذلك على ما يريد. لم تحدث تغيرات إقليمية؛ فتم إقرار حدود الكومنولث مع الدولة العثمانية بنهر دنيستر، ولعترف الكومنولث بالسيطرة العثمانية على مولدافيا. بالنسبة للكومنولث وكذلك بين قبائل القوزاق الأوكرانية، اُعتبر ووقف الجيش العثماني الضخم انتصاراً كبيراً.
أعادت المعاهدة في المجمل الاتفاق السابق - صلح بوسا (المعروف أيضاً باسم معاهدة ياروجا) (1617)  ستانيسلاف زولكيفسكي واسكندر باشا. ذكرت تلك المعاهدة أن بولندا لن تتدخل في الشؤون الداخلية للتوابع العثمانية ترانسيلفانيا ومولدافيا والأفلاق ومنع القوزاق من الإغارة على أراضي الدولة العثمانية والتنازل عن خوتين. في المقابل وعدت الدولة العثمانية وعدت بوقف غارات التتار.
على الجانب الآخر، وبالرغم من اعتراف الكومنولث بسيطرتهم على مولدافيا، إلا أن العثمانيين كانوا في حال أسوأ داخلياً، خاصة أن تشادكفيتش لم يكن الوحيد الذي مات نتيجة تلك المعركة: دفع السلطان عثمان نفسه ثمن فشل خططه، فنتائج خوتين وفشل العثمانيين في سحق جيش الكومنولث الفائق عدداً دفع عثمان إلى إلقاء اللوم على الإنكشارية. أراد عثمان تحديث الجيش الذي ألقى عليه اللوم في الهزيمة؛ إلا أن خططه للتحديث عورضت من قبل الانكشارية التقليديين، الأمر الذي بلغ ذروتها في تمرد الإنكشارية عام 1622 الذي اُغتيل فيه عثمان الثاني.
طلت حدود الكومنولث-العثمانية هادئة نسبياً حتى الحرب العثمانية البولندية (1633–1634) .